# Jess Allen
Jess Allen Sari ist ein US-amerikanischer Schauspieler.

## Leben
Allen wurde als Sohn von Phil und Connie Sari geboren. Er besuchte das Lower Columbia College und schloss es 2003 mit einem Associate in Arts ab. Während dieser Zeit eignete er sich Kenntnisse in Bühnenkunst, Bühnenbild und Garderobe an. Anschließend besuchte er die Arizona State University, die er 2007 mit einem Bachelor of Arts im Fach Theater abschloss.
Während seiner College-Zeit wirkte er 2001 in der Fernsehserie The Made Up Musical mit. Ab 2010 begann er vermehrt in Fernsehen- und Filmproduktionen mitzuwirken. Er verkörperte die Doppelrolle des Mandroid / Paul in der Emmanuelle Through Time-Reihe und trat in einzelnen Episoden verschiedener Fernsehserien wie CSI: NY, Navy CIS: L.A., CSI: Vegas, Navy CIS, 1000 Wege, ins Gras zu beißen oder Modern Family auf.

## Filmografie
- 2001: The Made Up Musical (Fernsehserie)
- 2010: CSI: NY (Fernsehserie, Episode 6x20)
- 2010: Roshambo Apocalypse (Kurzfilm)
- 2010: One Fine Sunday (Kurzfilm)
- 2010: I Want Him Dead (Kurzfilm)
- 2011: Vampire Boys
- 2011: 365 Days
- 2011: Thor – Der Allmächtige (Almighty Thor) (Fernsehfilm)
- 2011: Nefarious: Merchant of Souls
- 2011: Emmanuelle Through Time: Emmanuelle's Supernatural Sexual Activity (Fernsehfilm)
- 2011: Navy CIS: L.A. (Fernsehserie, Episode 3x10)
- 2012: CSI: Vegas (Fernsehserie, Episode 12x12)
- 2012: 1000 Wege, ins Gras zu beißen (1000 Ways to Die) (Fernsehserie, Episode 5x07)
- 2012: Modern Family (Fernsehserie, Episode 3x16)
- 2012: Adventures Into the Woods: A Sexy Musical
- 2012: A Big Love Story
- 2012: Emmanuelle Through Time: Emmanuelle's Skin City (Fernsehfilm)
- 2012: Emmanuelle Through Time: Rod Steele 0014 & Naked Agent 0069 (Fernsehfilm)
- 2012: The Mindy Project (Fernsehserie, Episode 1x03)
- 2013: The Brides of Sodom
- 2013: Reich und Schön (The Bold and the Beautiful) (Fernsehserie, Episode 1x6545)
- 2013: Broken Glass
- 2013: Castle (Fernsehserie, Episode 6x05)
- 2014: Brooklyn Nine-Nine (Fernsehserie, Episode 1x13)
- 2014: Deadly Attraction (Mini-Fernsehserie)
- 2014: Die Fighting
- 2014: American Day (Kurzfilm)
- 2015: Community (Fernsehserie, Episode 6x04)
- 2015: Supernova 45 (Fernsehfilm)
- 2015–2017: American Horror Story (Fernsehserie, 6 Episoden, verschiedene Rollen)
- 2016: Zeit der Sehnsucht (Days of Our Lives) (Fernsehserie, 4 Episoden)
- 2017: Blake's World (Fernsehfilm)
- 2018: Lethal Weapon (Fernsehserie, Episode 2x21)
- 2019: Navy CIS (Fernsehserie, Episode 16x12)
- 2020: Bloodhound
- 2020: Stumptown (Fernsehserie, Episode 1x13)